# Moraleja de Sayago

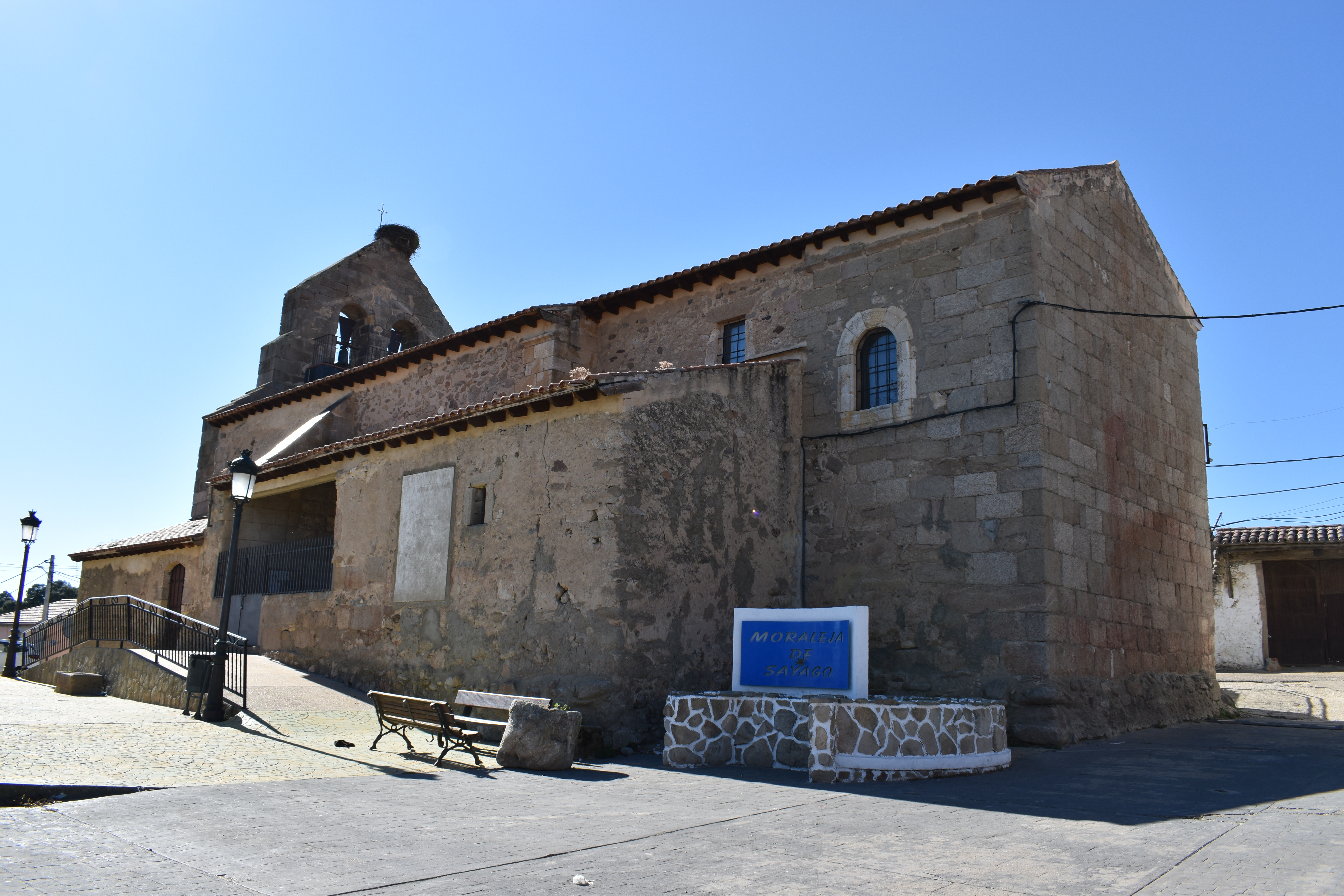
Iglesia

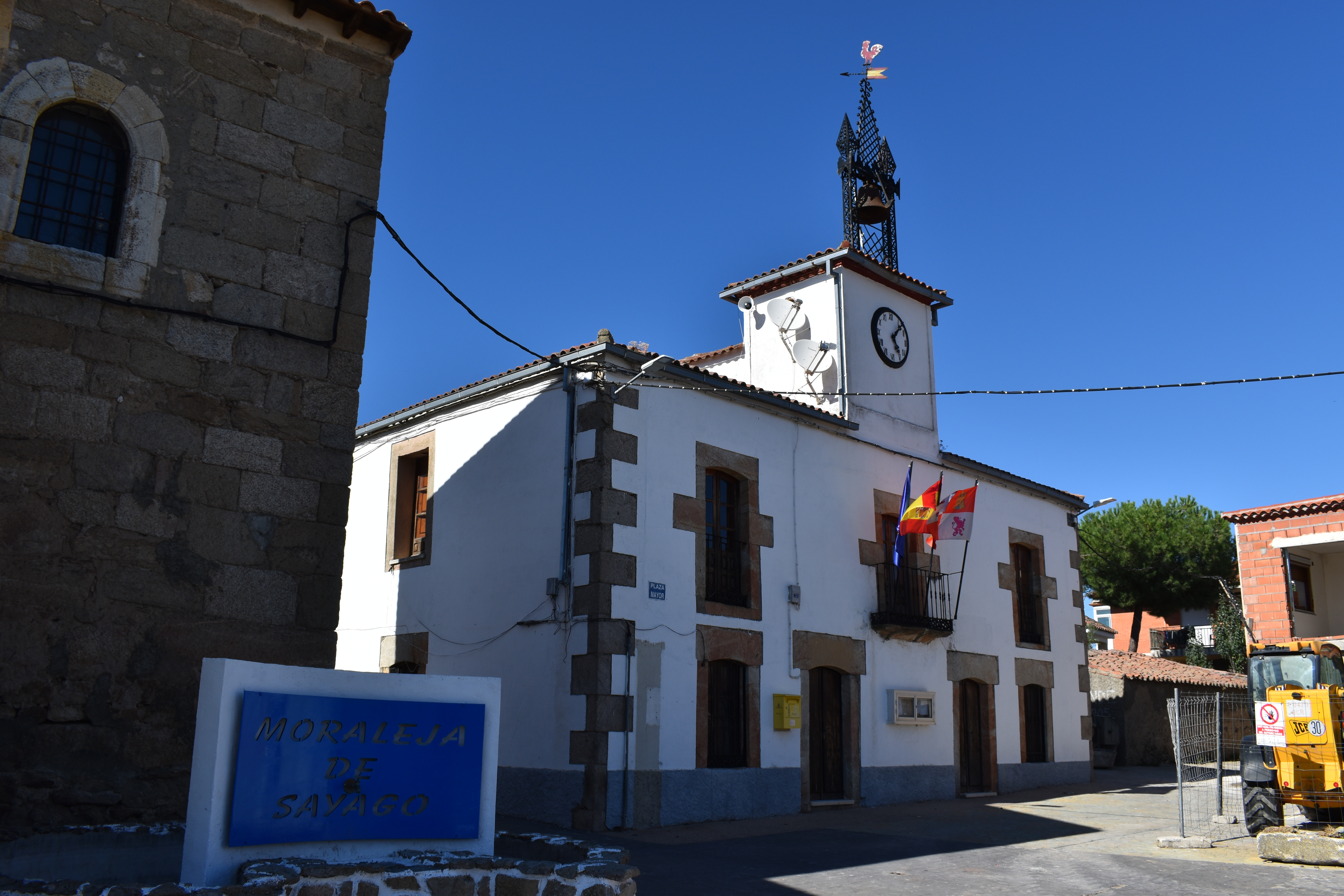
Casa consistorial

Moraleja de Sayago es un municipio y localidad española de la provincia de Zamora, en la comunidad autónoma de Castilla y León.

## Topónimo
El topónimo Moral, según Riesco Chueca, responde a un modelo tradicional del área leonesa, consistente en un nombre de árbol en singular, femenino y con o sin artículo. Así es frecuente La Moral, con o sin artículo, así como sus diminutivos, que preservan el género femenino, de tradición latina. En la provincia de Zamora son frecuentes los topónimos Moral, Moraleja o Moralina. El origen de todos ellos es el totémico Morus nigra o morera negra, aún denominado moral en gran parte del dominio lingüístico leonés. Este es un árbol de antigua tradición concejil, frecuentemente plantado ante muchas de las iglesias rurales. En la mayor parte de los casos, su forma diminutiva no suele aludir a un moral pequeño, sino a una población llamada Moral que es de menor rango que otra localidad del mismo nombre.
La referencia etimológica a árboles y plantas es algo que ocurre frecuentemente en la denominación de muchos pueblos sayagueses (Carbellino del carballo o roble; Luelmo del olmo; Fresno y Fresnadillo del fresno; Salce del sauce; Almeida del álamo; Moral de Sayago, Moralina y Moraleja del moral, Figueruela de la higuera, Sogo del saúco...). Podría ser la seña identificativa de algunos de los poblamientos celtas en la ribera norte del Tormes. Tal teoría podría ser discutible en algunos de los topónimos mencionados, al ser posible otras opciones sin base vegetal.
Frente a esta teoría, también se indica que en origen podría referirse a personas procedentes de África si atendemos al significado derivado del vocablo latino 'maurus' (mauritano), y este del griego 'mαῦρος' (maûros), con significado de oscuro, por alusión al color de su piel.
«De Sayago» es, como en muchas localidades de la zona, la concreción geográfica que en este caso se hace necesaria para diferenciarlo de otros pueblo como Moraleja del Vino en la misma provincia de Zamora. Además esta parte de su nombre es mucho más moderna, en cuanto que Madoz la registró como «Moraleja Matacabras».

## Historia
Los primeros indicios de ocupación humana de este municipio datan de la prehistoria, como muestra el hacha de cuarzo opalizado que se halló en esta localidad. Posteriormente, los parajes El Oro y Val de Velasco albergaron poblamiento de época romana que seguramente están relacionados con la calzada romana que atravesaba el término de Moraleja para unir Ocellum Durii y Bletisa.
Entre los siglos XII y XIII aparecen referencias documentales escritas de nuevos asentamientos con topónimos romances en Sayago, entre ellos está Moraleja, cuyo topónimo es de notable influencia leonesa. Estos enclaves se deben a un proceso de colmatación del espacio y a la aparición de poblamientos que se intercalan entre otros ancestrales, lo que muestra un proceso colonizador del espacio —posiblemente integrado dentro del proceso repoblador más amplio que emprendieron los reyes leoneses— pero que nunca fueron asentamientos totalmente ex novo. Además, llama la atención que estos asentamientos se nombraron con topónimos descriptivos de los árboles y arbustos que dominan el paisaje de cada lugar —como es el caso de Moraleja— o con elementos relacionados con la ganadería. En el caso de Moraleja, existe un documento de donación por el que el rey Alfonso VII de León cedió esta villa al obispo de Zamora, en el que se refirió a ella como «meas villas desertas nominatas las Moraleyas».

Carta de población dada por el obispo Esteban, de Zamora, a los pobladores de Moraleja de Sayago.
1. Do eis illam hereditatem ipsis et filiis eorum, nepotibus et omni posteritati eorum; ita tamen ut ipsi maneant in has Moralelias cum uxoribus et filiis et omnibus suis et sint vassalli Sancti Salvatoris et mei et successorum meorum absque ullo alio domino, et faciant forum nostrum hunc.
2. Ut dent omni anno unusquisque illorum unum cafiz, medium de trigo et medium de centeno vel de ordeio. Et dent decimam tam de pane quam de vino, quam etiam de ganato et omni fructu terre.
3. Pro filio eque dent VI denarios, pro filio vacce tres denarios, pro filio asine III denarios. Et ipsos denarios dent post completum annum partus; si autem infra annum moritur, non dent illos.
4. Ego veto Stephanus episcopus facio ecclesiam ipsius ville cum adiutorio vestro et mittam clericum meum quecumque voluero. Et si ipse clericus ibi minguam fecerit per superbiam vel lozaniam, amoneatur bis vel tercio ante Episcopum, et si non correxerit, pectet V solidos, medium Episcopum, medium Concilio.
5. Populatores veto, postquam fecerint forum suum Episcopo, si necesitas cogerit vel inimiztate accederit, vendant ipsam hereditatem hominibus qui ibi morentur, et faciant forum suum sicuti alii. Si veto inimicitas tam magna fuerit ut ibi morari non possint nec vendere suam hereditatem, serviat eis foras ubicumque voluerint per duos annos tantum; ita tamen quod malum vel guerram populatoribus ipsius ville non faciat.
6. Ego vero Stephanus episcopus, pro remedio anime mee et parentum meorum, dimitto vobis numptium et algaravitatem et manariam et ut numquam sit in villa meirinus nec saion. Insuper concedimus vobis ut faciatis erbergaria et ipsa habeat hereditatem tantam quantam habet unus de populatoribus.
7. Homicidia autem et calumpnie vestre iudicentur secumdum Forum de Ledesma.

Facta carta in era M C LXLª VIIIIª. Regnante rege Fernando in Legione et in Gallecia et Zamora, ipso anno quo populata est Ledesma et Civitas Rodrigo. Comite Poncio maiordomus regis Fernandi. Mandante Ledesma Fernando Poncii sub manu ipsius patris sui comitis.

Ego Stephanus episcopus, qui iussi fieri et legere ante me feci hanc cartam, confirmo et manu mea corroboro.
Carta de población dada por el obispo Esteban, de Zamora, a los pobladores de Moraleja de Sayago

Tras la promulgación del fuero de Ledesma (1161), el sur de Sayago tuvo una estrecha relación con la citada villa. Así las cosas, en 1161 el obispo de Zamora, Esteban, ordenó a los pobladores de Moraleja que aplicasen a los delincuentes lo establecido en el fuero de Ledesma. La influencia de la villa charra creció con los años, hasta el punto de que en 1185 se documenta que algunos lugares del sur de Sayago pertenecían al concejo de Ledesma, como fue el caso de Santarén de los Peces y la propia Moraleja de Sayago. Esta situación provocó finalmente un conflicto de jurisdicción entre los obispos de Zamora y Salamanca que se zanjó en 1185 con la intermediación de otras diócesis, estableciéndose que el zamorano tendrá el ius episcopalis sobre una serie de lugares «in termino de Ledesma citra Tormes (...) Santaren (...) ecclesia de Moraleias». Estos antecedentes explicarían el interés del obispo de Zamora por conceder un fuero a esa localidad, precisamente el mismo año en que se dota de fuero a Ledesma, pretendiendo asegurar sus derechos y fijar el poblamiento frente a posibles fenómenos de atracción en favor de Ledesma, el nuevo núcleo concejil. Aun así, los conflictos con el concejo de Ledesma no debieron de terminar, en cuanto que, en el siglo XIII, Fernando II de León ordenó a dicho concejo que no demandase la tercia de Moraleja de Sayago, ya que ésta correspondía al obispo de Zamora. Posteriormente, en el año 1254 Moraleja se vio exenta, por orden del rey Alfonso X El Sabio, de seguir pagando los impuestos que debían cotizar al obispo de Zamora.
En el siglo XIX, la división provincial de 1833 encuadró Moraleja en la provincia de Zamora y la Región Leonesa, la cual, como todas las regiones españolas de la época, carecía de competencias administrativas. Un año después Moraleja fue adscrita al partido judicial de Bermillo de Sayago.
Tras la constitución de 1978, Moraleja pasó a formar parte en 1983 de la comunidad autónoma de Castilla y León, en tanto municipio adscrito a la provincia de Zamora. En 1983, tras la supresión del partido judicial de Bermillo de Sayago, Moraleja fue integrada en el actual partido judicial de Zamora.

## Geografía humana

### Demografía
Cuenta con una población de 299 habitantes (INE 2024).
| Gráfica de evolución demográfica de Moraleja de Sayago entre 1842 y 2021 |
| |
| Población de derecho según los censos de población del INE Población de hecho según los censos de población del INEEn este censo se denominaba Moraleja de Matacabras: 1842 Entre el censo de 1857 y el anterior, crece el término del municipio porque incorpora a 495136 (Santaren) |